# Bazhou
Bazhou (霸州市S, BàzhōuP) è una città-contea della Cina, situata nella provincia di Hebei e amministrata dalla prefettura di Langfang.